# Hrabstwo White (Georgia)

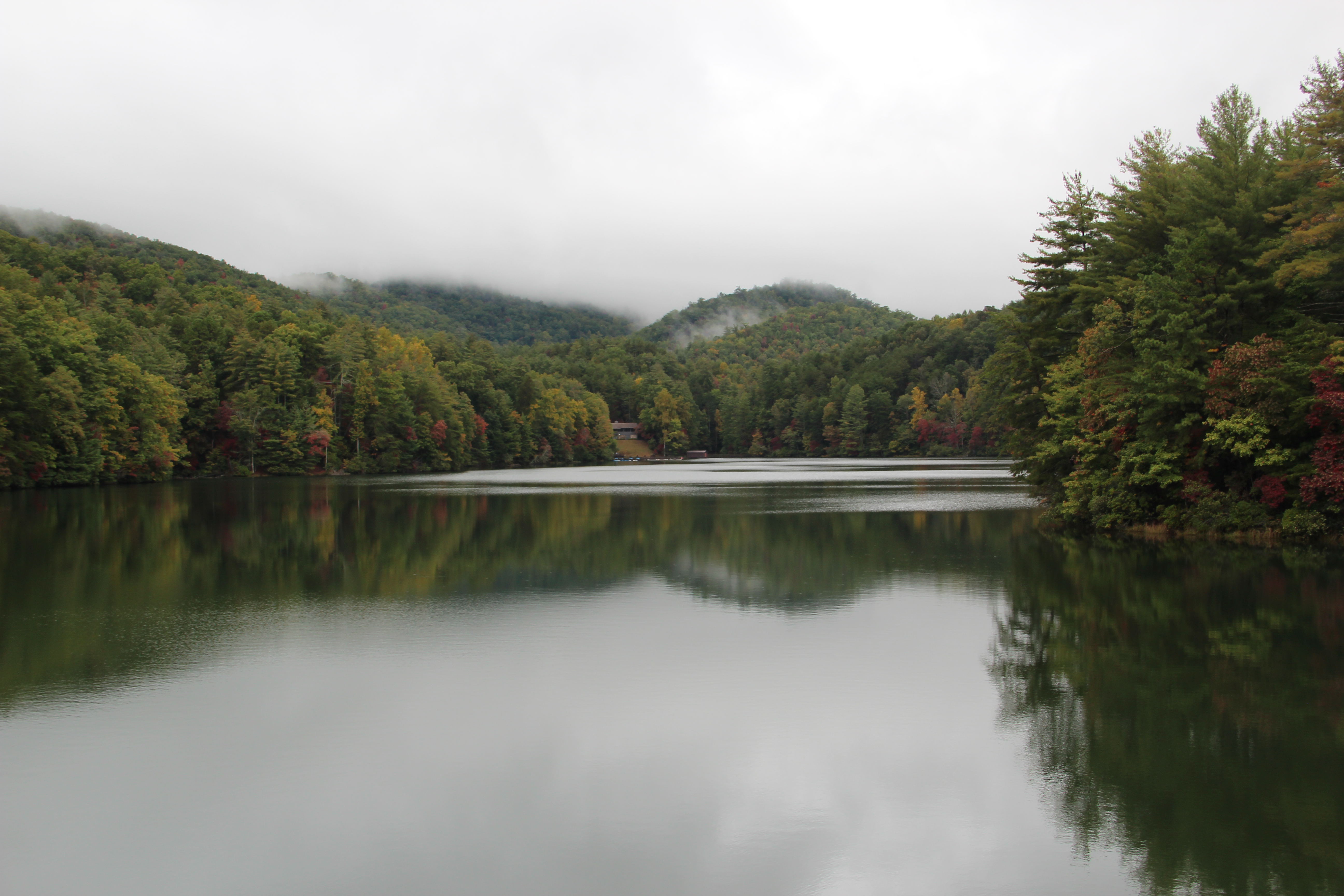
Jezioro Unicoi w Parku Stanowym Unicoi

Hrabstwo White (ang. White County) – hrabstwo w stanie Georgia w Stanach Zjednoczonych. Według spisu w 2020 roku liczy 28 tys. mieszkańców, w tym 91,7% stanowiły białe społeczności nielatynoskie. Jego siedzibą administracyjną jest miasto Cleveland.

## Historia
Wycięte z hrabstwa Habersham aktem legislatury stanowej w 1857 roku, zostało nazwane na cześć Davida White'a, legislatora z hrabstwa Newton, który pomógł uchwalić ustawę, która stworzyła hrabstwo White.
W 1828 r. odkryto złoto w rejonie Duke's Creek (obecnie rzeka Nacoochee), wywołując gorączkę złota. W hrabstwie działało dziewięć kopalń złota, a wydobycie złota trwało ponad 100 lat.

## Geografia
Według spisu z 2000 obszar całkowity hrabstwa obejmuje powierzchnię 627 km², z czego 625 km² stanowią lądy, a 2 km² stanowią wody. Obejmuje większość strumieni górnych rzeki Chattahoochee.

## Sąsiednie hrabstwa
- Hrabstwo Towns – północ
- Hrabstwo Habersham – wschód
- Hrabstwo Hall – południe
- Hrabstwo Lumpkin – zachód
- Hrabstwo Union – północny zachód

### Miejscowości
- Cleveland
- Helen

### CDP
- Yonah
- Sautee Nacoochee

## Polityka
Hrabstwo jest bardzo silnie republikańskie, gdzie w wyborach prezydenckich w 2020 roku, 82,4% głosów otrzymał Donald Trump i 16,3% przypadło dla Joe Bidena.

## Religia
W 2020 roku, 8,2% populacji deklarowało członkostwo w Kościele katolickim.